# Бакиханов (посёлок)
Бакиханов (азерб. Bakıxanov; до 1992 года — им. Степана Разина) — посёлок городского типа и административный центр Сабунчинского района города Баку, столицы Азербайджана. Посёлок расположен в 10 км от железнодорожной станции Баку. С востока он окаймлён озером Бюльбюля.

## История

### Основание
На месте нынешнего населённого пункта несколько столетий назад было пустынно и голо. Посёлок им. Степана Разина был заложен 1 мая 1923 года, став первым рабочим посёлком Азнефти, построенным в промысловых районах Баку. Своё название он получил по имени Степана Разина, стоявшего во главе крупного восстания 1667—1671 гг., и чей отряд останавливался в этом месте у небольшой горы с множеством пещер. В народе сохранилась память о его пребывании возле Баку, отчего гора Сабанчи получила имя Степана Разина.
Эта гора связана с одним важным событием в истории рабочего движения Азербайджана конца XIX — начала XX вв. Возле неё 1 мая 1900 года нелегально состоялась первая маёвка с участием представителей бакинских социал-демократических кружков. Несмотря на то, что их было всего 12 человек, С. Киров говорил: «тем не менее, присутствующие на этой маёвке разошлись с огромным подъёмом, с громадной верой в правоту своего дела, считая, что основной камень заложен, фарватер революционных волн, хотя бы едва заметных, всё-таки освещён». Впоследствии здесь стали устраиваться нелегальные сходки и митинги рабочих. Гора Степана Разина, возле которой был заложен посёлок, в настоящее время расположена в пределах населённого пункта.
Проектированием рабочего посёлка руководили проф. А. П. Иваницкий, В. А. Самойлов и др.. При строительстве посёлок был рассчитан на 25 тыс. человек. К ноябрю того же года первая очередь строительства почти завершилась. При строительстве домов использовался местный известняк, а сами дома имели различное композиционное построение. К 1925 году здесь уже имелось 2850 квартир. Для периода поселковых строительств 1920-х годов характерно массовое малоэтажное жилое строительство (дома строились для нефтяников), преимущественно с малометражными квартирами для одной семьи. Например, большинство домов посёлка им. Степана Разина относятся к таким. Квартиры в отдельных домах достигают высоты потолков 270 см с площадями трёх комнат квартиры в 8, 12 и 16 м².

### Последующие годы
Во время своего приезда в Баку в 1926 году один из крупных русских поэтов XX века Владимир Маяковский посетил нефтепромысла, а также имел беседы и встречи с работниками Азнефти. Он оказался впечатлён от увиденного им масштаба совершённого индустриального размаха. В своём очерке про Чёрный город он упоминал Разинский посёлок: «Вместо отечественных лачуг с паршивым „дымом отечества“ выводятся и растут рабочие посёлки, с домами в террасах с электричеством, на газе. В Разинском, в Романинском и Балаханском посёлках уже исчезла чернота и дым». Побывавший здесь известный русский писатель и мыслитель Максим Горький описывал его так:
Издали посёлок Разина похож на военный лагерь: одноэтажные домики на серой земле, точно палатки солдат, но когда побываешь в посёлке, убеждаешься, что каждый дом — „молодец на свой образец“, а все вместе они — начало оригинального и красивого города.
К середине 1924 года здесь был установлен памятник В. Ленину, выполненный рабочим, скульптором-самоучкой[значимость факта?].
В Советское время посёлок находился в подчинении Ленинского райсовета города Баку. По состоянию на 1975 год его население составляло 39,8 тыс. человек. После распада СССР населённый пункт был переименован в честь азербайджанского учёного XIX века Аббас-Кули-ага Бакиханова в посёлок «Бакиханов».

## Население
Динамика численности населения по переписям
| 1959   | 1970   | 1979   | 1989   | 2011   |
| ------ | ------ | ------ | ------ | ------ |
| 25,069 | 35,716 | 60,046 | 73,707 | 69,200 |

## Экономика. Промышленность. Социальная сфера
В 1928 году в эксплуатацию был введён двухэтажный механический хлебозавод, являвшийся подарком рабочему населению Ленинского и Сураханского районов в XI годовщину Октября. Он должен был обеспечить хлебом оба района, поскольку мог производить больше выпечки в сутки, чем действовавшие до этого три крупные пекарни. В 1950-х годах в посёлке им. Степана Разина действовали кирпичный завод, хлебозавод, животноводческий совхоз, две средние и начальная школа, два клуба и две библиотеки. Располагался Бакинский нефтяной техникум им. Октябрьской революции. В 1962 году завершилось строительство Дворца культуры.
В 1970—1980-х годах здесь имелись швейно-трикотажная и швейная фабрики, дом пионеров, детская и стоматологическая поликлиники, детская инфекционная больница, 9 средних и 2 технико-профессиональных школы, филиал Бакинского трикотажного производственного объединения им. Н. Нариманова, работал Бакинский планово-экономический техникум; действовал детский санаторий.
В 1982 году на юго-западной окраине посёлка был открыт парк им. 60-летия Всесоюзной пионерской организации. На территории Бакиханова находится стадион им. Исмета Гаибова, являющийся основной домашней ареной для клуба «Карадаг Локбатан». 21 мая 2019 президент Азербайджана Ильхам Алиев участвовал в открытии железнодорожной станции Бакиханов в рамках проекта «Бакинская кольцевая линия».

## Достопримечательности
- Гора Степана Разина
- Мечеть Имама Рзы (арх. Талаат Ханларов)
- Дворец культуры им. Адиля Искендерова (снесён в конце 2014 года)[24]

- Памятник Бакиханову
- Бюст Эльдара Халилова
- Мечеть Имам Рза
(арх. Т. Ханларов)